# سیارک ۱۵۷۰۲
سیارک ۱۵۷۰۲ (به انگلیسی: 15702 Olegkotov، نامگذاری:1987RN3) پانزده هزار و هفتصد و دومین سیارک کشف شده‌است که در ۲ سپتامبر ۱۹۸۷ کشف شد.
قدر مطلق سیارک برابر ۲۶.۹ است.